# Mount Kosciuszko
A Mount Kosciuszko (IPA: [mæɔnt ˈkɔziˌɔskəʉ]) az ausztrál kontinens legmagasabb hegycsúcsa a maga 2228 méteres tengerszint feletti magasságával a Nagy-Vízválasztó-hegységben, a hozzá tartozó Snowy-hegységben, a Kosciuszko Nemzeti Parkban. 
A korábban végzett mérések alapján sokan úgy vélték, hogy a szomszédos Mount Townsend hegycsúcs a magasabb, ám a New South Wales Lands Department megcserélte a kettőt, mivel kiderült, hogy a Mount Kosciuszko a magasabb, így a Mount Townsend csúcs lett Ausztrália második legmagasabb csúcsa.

## Neve
A hegycsúcsot a lengyel származású Paweł Edmund Strzelecki nevezte el 1840-ben, az amerikai függetlenségi háború lengyel származású hőse, Tadeusz Kościuszko tábornok előtti tisztelete jeléül, valamint a hegy alakjának a Krakkó melletti Kościuszko-halomhoz való hasonlósága miatt.
A hegy nevét korábban Mount Kosciusko (angolos) alakban használták, de ezt 1997-ben az új-dél-walesi Földrajzinév-bizottság megváltoztatta a jelenleg használatos (az eredeti lengyel névnek megfelelő) alakra.

## A csúcs meghódítása
A Mount Kosciuszko az ausztrál kontinens legmagasabb csúcsa.
A Charlotte Pass felől egy nagyjából 8 kilométernyi hosszúságú ösvény vezet fel a hegycsúcsra. Bárki, akinek a fizikai erőnléte megfelelő állapotban van, képes arra, hogy feljusson a hegy tetejére. 1976-ig a Rawson Pass segítségével a hegycsúcstól pár méterre lévő pontig lehetett feljutni. A Charlotte Pass le van zárva a közúti járművek forgalma elől, mivel természetvédelmi területen halad keresztül. Akárcsak a Rawson Pass, a Charlotte Passnak is csak egy részét használják a kerékpárosok, majd ezután le szokták tenni a kerékpárjaikat, hogy gyalogosan folytassák útjukat a csúcs felé.
A hegycsúcsot Thredbo felől egy három-három és fél órás, 6,5 kilométeres hosszúságú úttal is el lehet érni. A túra nem igényel komolyabb erőfeszítést, valamint ezen az útvonalon egy egész éven át üzemelő felvonó is biztosítja a könnyebb feljutást. A felvonótól egy hálóval borított sétaút vezet a csúcsra fel, amely azért készült el, hogy így védjék a környék állat- és növényvilágát, valamint a hegyoldalt megóvják az eróziótól. Ausztrália legmagasabban fekvő nyilvános illemhelye található a Rawson Pass végén 2100 méteres tengerszint feletti magasságban. Mivel több, mint 100 000 ember keresi fel a csúcsot nyaranta, ezért egyre komolyabb problémát jelent az így keletkezett kommunális hulladék kezelése.
A hegycsúcsot és a környező hegyoldalakat télen és tavasszal hótakaró borítja.

## Magasabb ausztrál hegycsúcsok
Jóllehet a Mount Kosciuszko az ausztrál kontinens legmagasabb pontja, ugyanakkor nem az ország legmagasabb pontja, mivel az Ausztrál Államközösség birtokain az alábbi, nála magasabb hegycsúcsok találhatóak:
- a Mawson-csúcs a Heard-szigeten, melynek magassága 2745 méter,
- a 4030 méter magas Dome Argus, a 3490 méter magas Mount Mcclintock és a 3355 méter magas Mount Menzies, melyek az Ausztrál Antarktiszi Területen találhatóak.

Az ausztrál kőzetlemez csúcsai:
- a kontinentális talpazat kiterjedése miatt még az ausztrál kőzetlemezhez tartozó Új-Guinea szigetén elhelyezkedő, 4884 méter magas Puncak Jaya, amely a világ legmagasabb pontjának számít, ha csak a szigeteket vesszük figyelembe, valamint az ausztrál kőzetlemez legmagasabb kiemelkedése,
- a 4760 méteres magasságú Puncak Mandala, amely Indonézia Pápua tartományában helyezkedik el, és ez egyben a második legmagasabb hegycsúcs Ausztrália és Óceánia esetében
- a Puncak Tricora 4750 méteres magasságú hegycsúcsa, amely szintén Indonézia Pápua tartományában helyezkedik el,
- a Mount Wilhelm 4509 méteres magasságú hegycsúcsa, amely egyben Pápua Új-Guinea legmagasabb pontja,
- a 4072 méter magas Mount Victoria, amely Pápua Új-Guinea Central tartományában helyezkedik el,
- valamint a Mount Giluwe 4368 méteres tengerszint feletti magassággal büszkélkedő hegycsúcsa, amely Pápua-Új-Guinea és egyben az ausztrál kőzetlemez legmagasabb vulkáni kúpja.

## A kultúrában
Eugene von Guerard 1863-as festménye a Mount Townsendről nézve jeleníti meg a Mount Kosciuszko csúcsát észak felől, mint ahogyan azt a festmény címében is feltünteti: "Northeast view from the northern top of Mount Kosciusko".

## Galéria

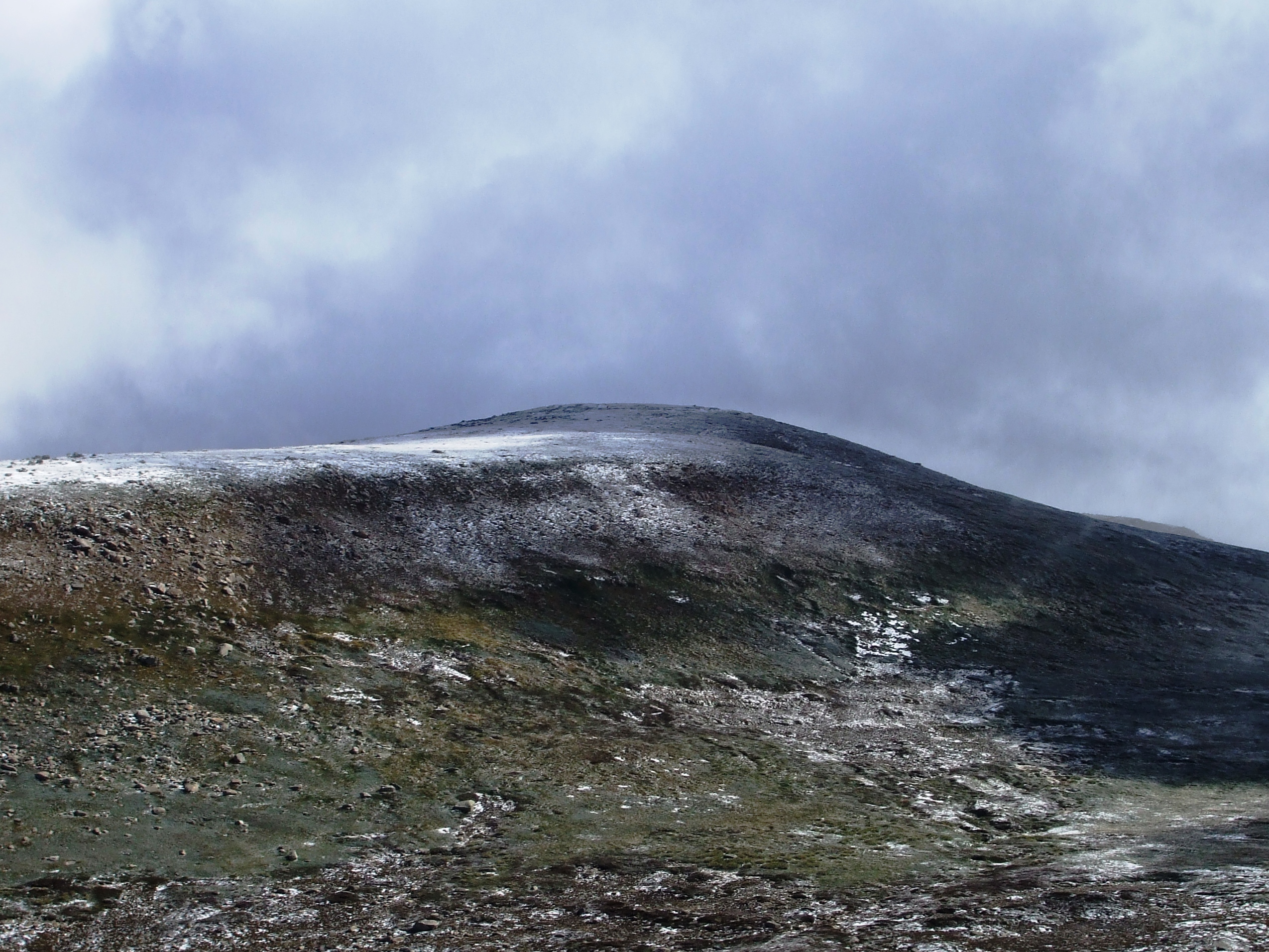
A Mount Kosciuszko délről
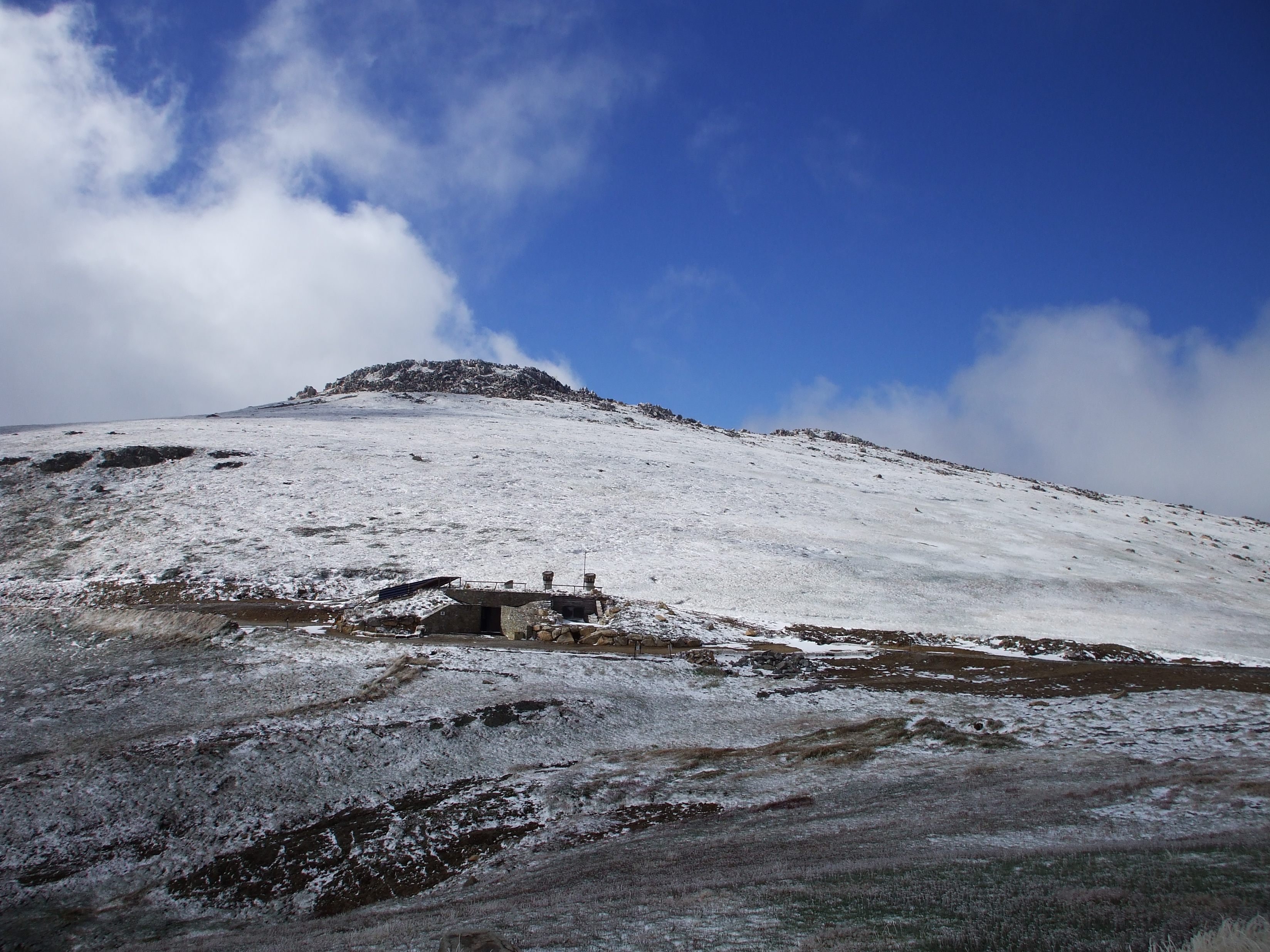
A Mount Etheridge dél felől
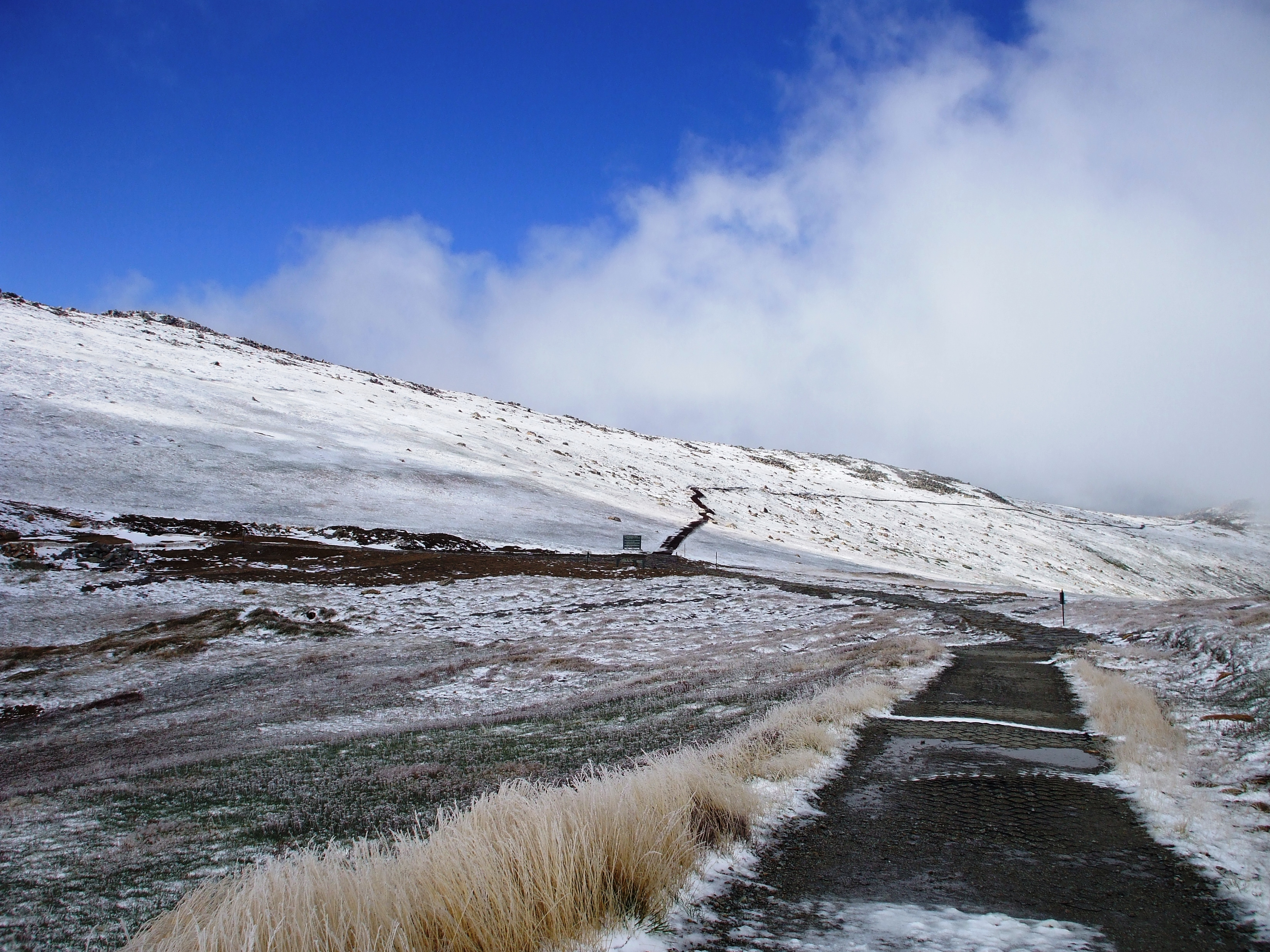
A hegy keleti oldala
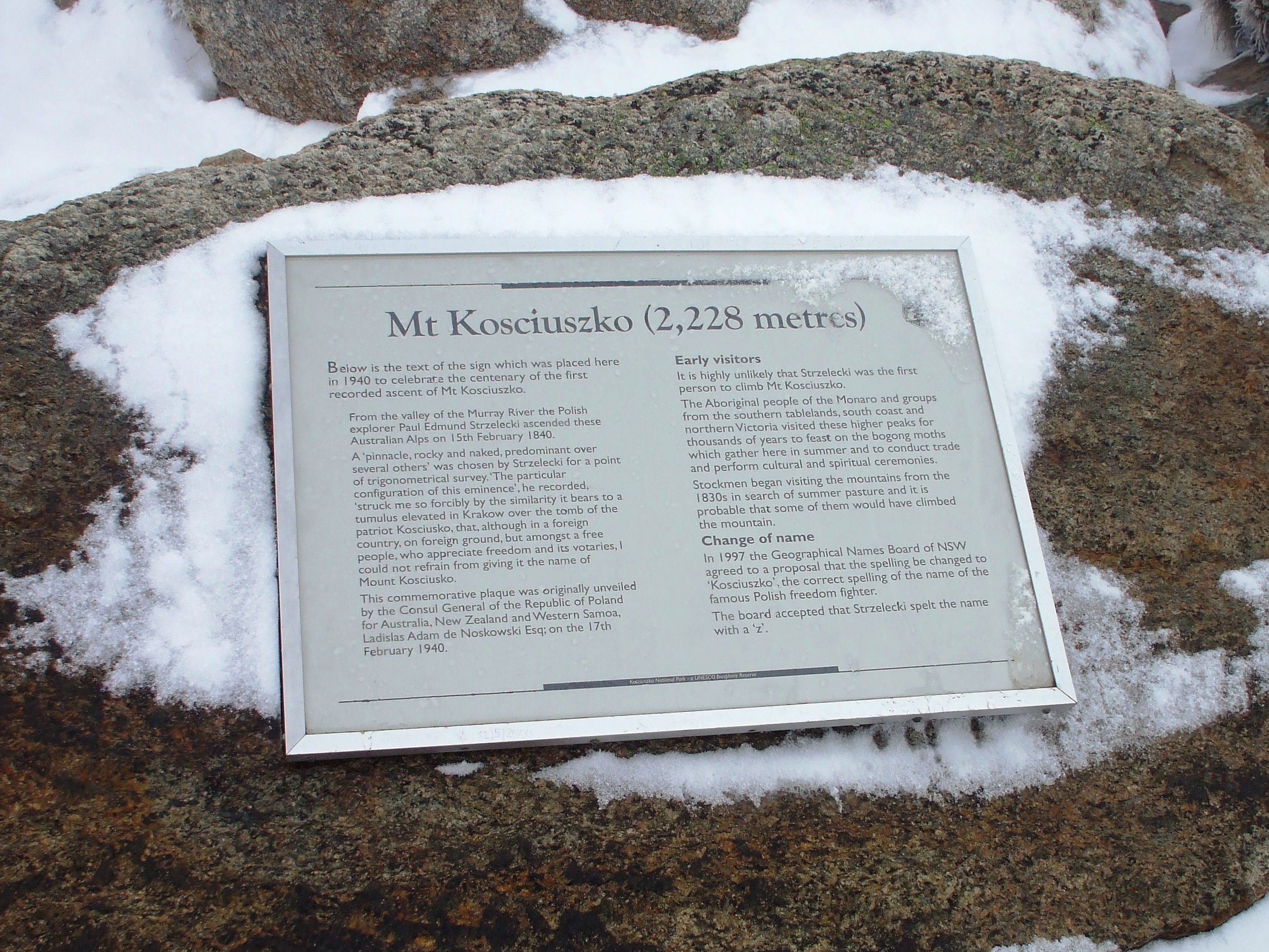
A hegy csúcsa
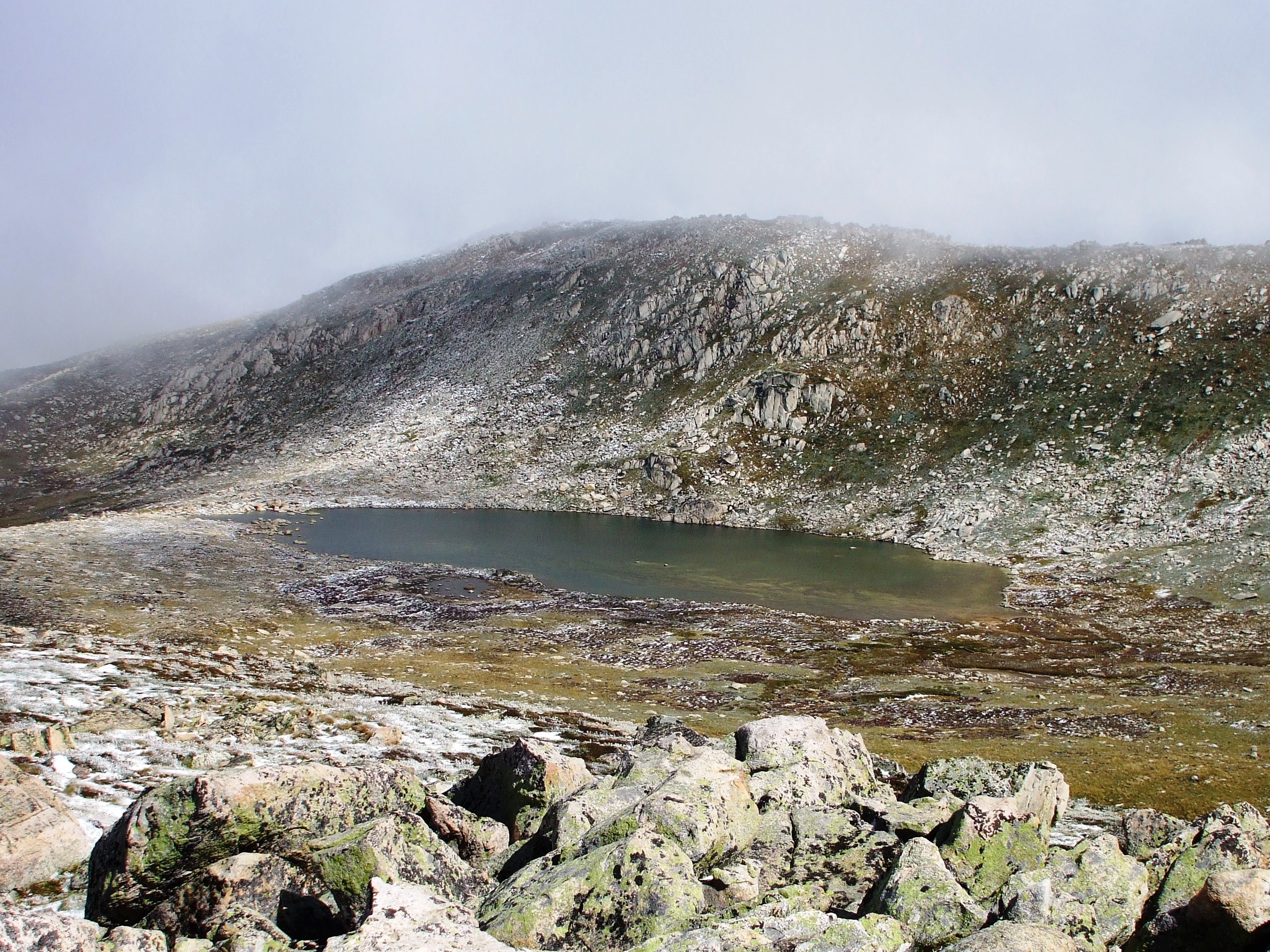
A Cootapatamba-tó, az ausztrál kontinens legmagasabban fekvő tava
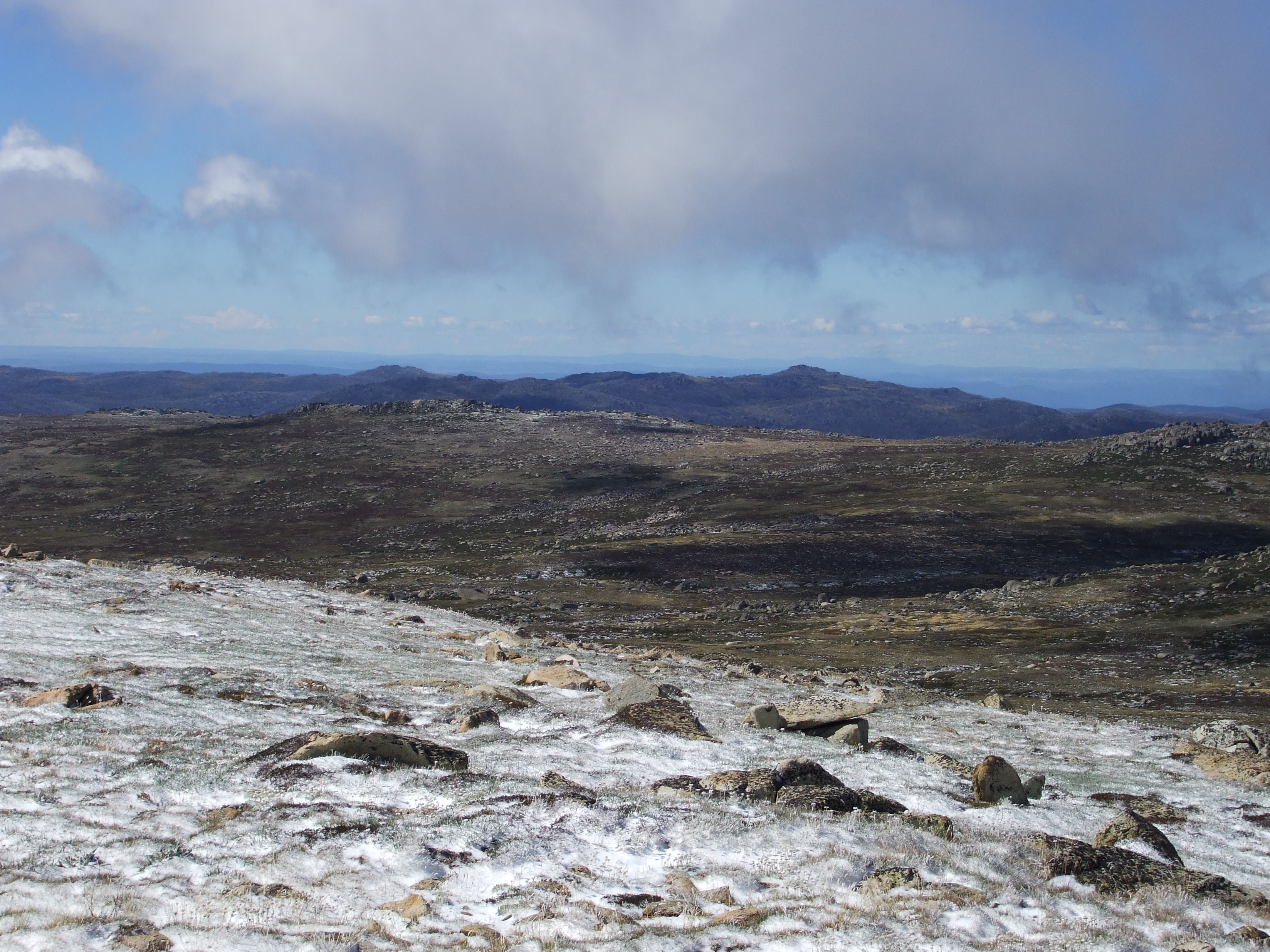
A Mount Kosciuszko a hegyi ösvény felől
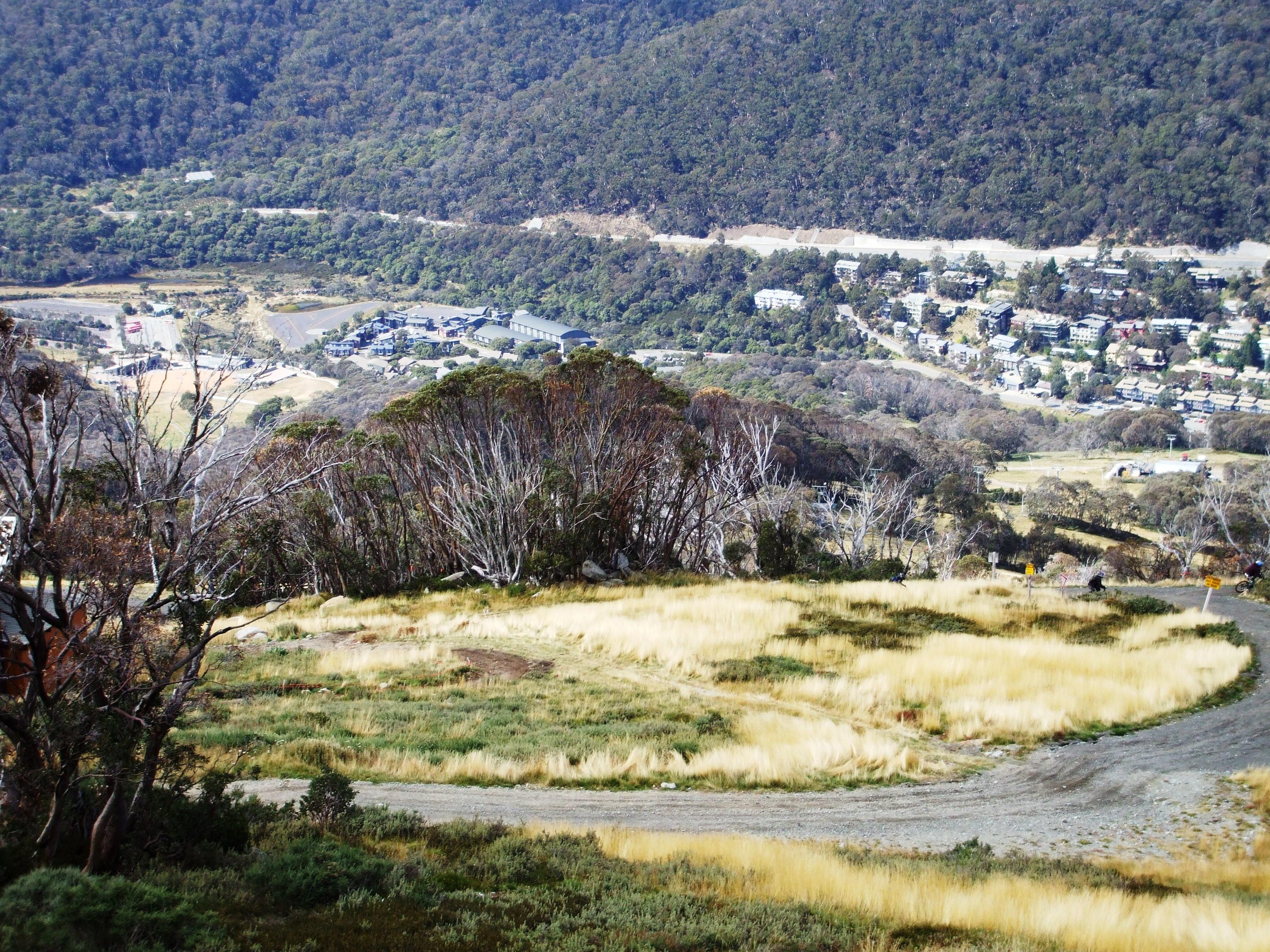
Thredbo az Australian Alps Walking Track felől.

## Fordítás
Ez a szócikk részben vagy egészben  a   Mount Kosciuszko című angol Wikipédia-szócikk ezen változatának fordításán alapul.  Az eredeti cikk szerkesztőit annak laptörténete sorolja fel. Ez a jelzés csupán a megfogalmazás eredetét és a szerzői jogokat jelzi, nem szolgál a cikkben szereplő információk forrásmegjelöléseként.